# AllerWeltHaus

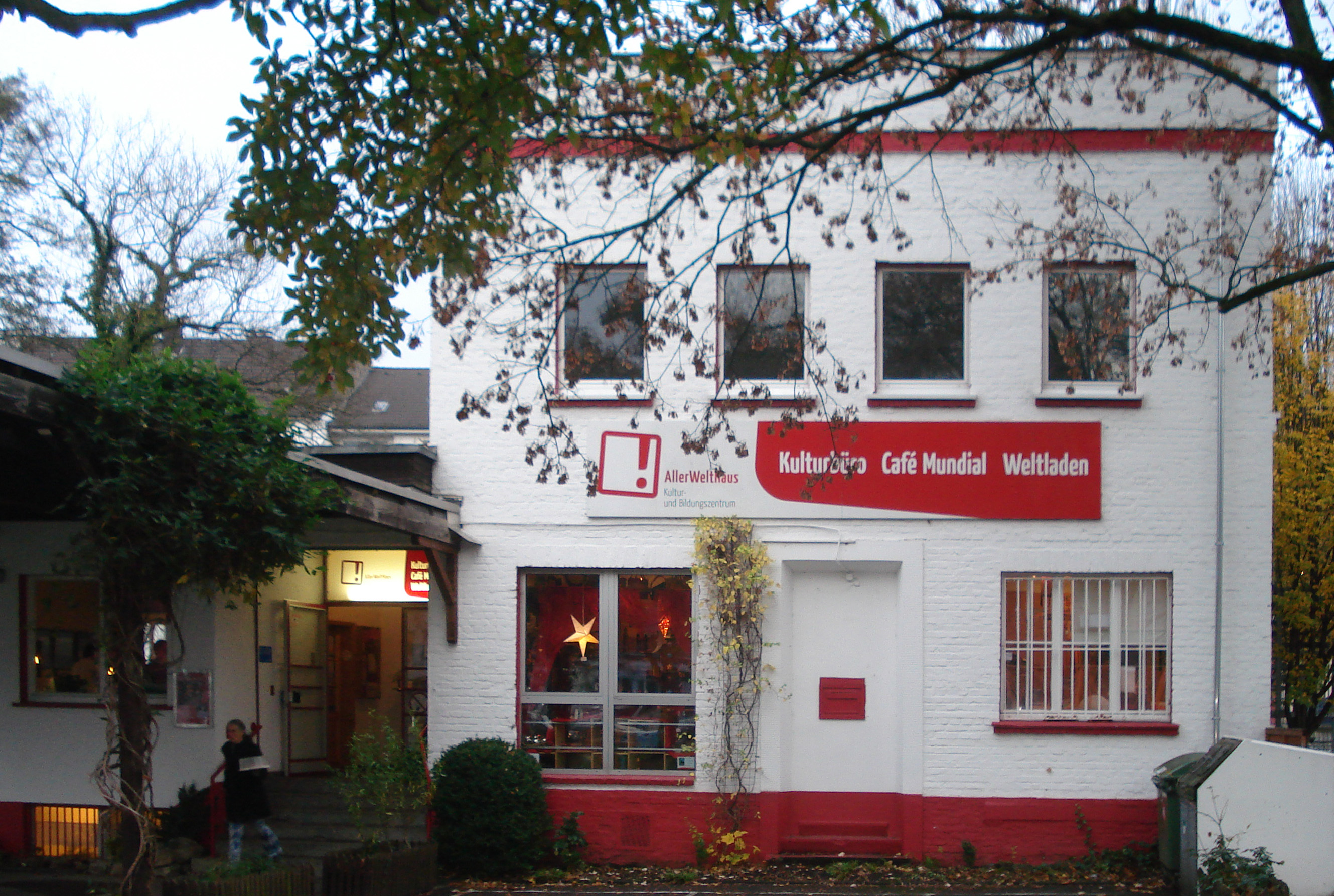
AllerWeltHaus im David-Park (2009)

Das AllerWeltHaus Hagen ist ein Freies Kulturzentrum mit entwicklungspolitischem Schwerpunkt.
Das Kulturzentrum entstand 1988 in Fortführung des bereits seit 1976 bestehenden Dritte-Welt-Ladens Hagen im Dr. Ferdinand-David-Park in der Potthofstraße 22 in Hagen.
Träger des Kulturzentrums ist der entwicklungspolitische Verein AllerWeltHaus Hagen e.V., der seit 1979 besteht (Name bis 2007: Dritte Welt Laden Hagen e. V.) und dessen Ziel die Förderung der Entwicklungshilfe ist. Mit seiner Bibliothek und seiner Dokumentation gehörte das AllerWeltHaus lange Zeit zum Archiv3.
Das Kulturzentrum gliedert sich in die drei Teilbereiche Weltladen, Kulturbüro und Begegnungscafé.

## Weltladen
Fairer Handel ist Ziel und Aufgabe des Weltladens, der Lebensmittel und Handwerksprodukte aus Kooperativen und Genossenschaften der Südhalbkugel anbietet, mit dem Ziel, den Produzenten der Waren in den Entwicklungsländern selbstbestimmte Arbeitsplätze  zu erhalten und zu fördern. Zum Zusatzsortiment des Weltladens gehören umweltfreundliche Papierwaren und Bücher mit entwicklungspolitischer Thematik. Der Weltladen wurde im Herbst 1976 im Gemeindehaus Westerbauer gegründet und ist seit 1988 Kernzelle des AllerWeltHauses in der Hagener City.

## Kulturbüro
Das Kulturbüro organisiert entwicklungspolitische Veranstaltungen, beispielsweise Vorträge, Lesungen, Konzerte, Theaterstücke, Workshops, Ausstellungen. Die Kulturveranstaltungen finden in der Regel in Zusammenarbeit mit anderen Trägern und Organisationen statt, so zum Beispiel mit der Stadt Hagen, der Volkshochschule, Schulen und Gemeinden, dem Hagener Nord-Süd-Forum. 
Bis Mitte der 2010er Jahre gehörte die Bücherei des AllerWeltHauses auch noch zur Datenbank Archiv3, ist inzwischen jedoch auf gelöst worden.

## Café Bistro Mundial
Das vegetarisch-vegane Begegnungscafé bietet montags bis samstags ein wechselndes Tagesmenü an und wird ehrenamtlich organisiert, die Küche wurde seit seiner Eröffnung im Jahr 1993 vornehmlich mit Migranten betrieben, seit den Schließungen im Zusammenhang mit der Corona-Krise und der Flutkatastrophe 2021 in NRW jedoch nicht mehr. Es versteht sich pragmatisch als „Schnittpunkt der Kulturen“, was z. B. in der internationalen Auswahl der Rezepte zum Ausdruck kommt.
Das Café wurde 1997 von der Evangelischen Kirche von Westfalen mit dem Förderpreis Konziliarer Prozess (seit 2003 Förderpreis für Gerechtigkeit, Frieden und Bewahrung der Schöpfung der Evangelischen Kirche von Westfalen) ausgezeichnet. Begründung: „Der Ansatz des Projektes … ist beispielhaft. Hier werden soziale Aspekte mit dem Angebot ökologischer Nahrungsmittelversorgung und der Möglichkeit zu einem gegenseitigen Wahrnehmen unterschiedlicher gesellschaftlicher Gruppen miteinander verknüpft.“

## Veranstaltungs-Schwerpunkte
Wichtige Veranstaltungen des Vereins sind:
- das OPENfAIR im Sommer – derzeit unter dem Titel Vielfalt tut gut mit Initiativgruppen veranstaltetes OpenAir Kulturprogramm an einem Samstag im Sommer
- der AllerWelt-Bazaar im November – vorweihnachtliche Verkaufsausstellung des Fairen Handels auf 200 m² Ausstellungsfläche in der gesamten Allerheiligen-Woche vom vorausgehenden Samstag bis zum nachfolgenden Sonntag

## Initiativ-Gruppen
Das Haus ist Treffpunkt vielfältiger Initiativgruppen in Hagen, unter anderem Terre des hommes Hagen, Friedensinitiative Hagen, Arbeitskreis Asyl, Frauencafé Diakonisches Werk, Stammtisch ADFC Hagen, Fotofreunde Hagen, Deutsch-Französische Gesellschaft, ProVeg Hagen, ECODRIVE - lautlos durch Hagen, VCD Hagen, Spielegruppe Hagen.

## Flutkatastrophe 2021
Da die Stadt Hagen am Zusammenfluss von vier Flüssen liegt, waren durch die Flutkatastrophe 2021 erhebliche Teile der Stadt betroffen. Dazu gehörte auch das AllerWeltHaus, das unmittelbar an dem unscheinbaren Flüsschen Volme liegt, deren Wasserspiegel während des Hochwassers um mehr als vier Meter angestiegen war und Teile der Innenstadt unter Wasser gesetzt hatte, so auch den Dr. Ferdinand-David-Park und Kellergeschoss und Parterre des AllerWeltHauses.